# Космос-1298
Космос-1298 је један од преко 2400 совјетских вјештачких сателита лансираних у оквиру програма Космос.
Космос-1298 је лансиран са космодрома Тјуратам, Бајконур, СССР, 21. августа 1981. Ракета-носач Р-7 Семјорка (рус. Семёрка) (8К71, НАТО ознака SS-6 Sapwood) са додатим степеном је поставила сателит у орбиту око планете Земље. Маса сателита при лансирању је износила 6700 килограма. Космос-1298 је био осматрачки сателит.